# LOVE STAGE!!
『LOVE STAGE!!』（ラブ ステージ）は、影木栄貴×蔵王大志による日本の合作漫画作品。『CIEL』にて、2010年7月号から2016年9月号まで連載された。オタクの坊ちゃんと人気俳優の恋愛を描く、シンデレラ・ストーリー。2022年8月時点で累計部数は111万部を突破している。また聖湖と玲を描いたスピンオフとして、彼女達2人と天野かづきによる合作小説『BACK STAGE!!』（バック ステージ）も、角川ルビー文庫にて2011年6月から刊行。
2014年7月から9月までテレビアニメが放送された。2020年には実写映画が公開。タイで実写ドラマ化された。
『BACK STAGE!!』のコミック版が『CIEL』にて連載されている。

## あらすじ
超有名芸能一家の元に生まれた大学生・瀬名泉水は、幼少時の出来事がきっかけで、芸能界が大嫌いになり、現在は漫画家を目指している。そんな泉水の元に、女装して人気俳優・一条龍馬とCM出演をする仕事が舞い込む。

## 登場人物
担当声優は特筆ない限りはテレビアニメ版での配役。俳優は実写映画版での配役。
瀬名泉水（せな いずみ）
声 - 代永翼、大原さやか（幼少期）
演 - 杉山真宏、笹木祐良（幼少期）
身長163cm。体重48kg。3月3日生まれ。
本作の主人公。18歳。8歳の時、両親とのCM共演に失敗して以降、芸能界が大嫌いになった根暗でオタクの大学生。漫画研究会に所属。ララルルを愛して止まず、将来は漫画家になりたがっている。両親と共演していた龍馬とは、同系列のCMで再共演したことをきっかけに、付き合い始める。現在、芸能界と大学生活で二足の草鞋を履いている。
母親似の女顔、兄を非常に慕っている。
一条龍馬（いちじょう りょうま）
声 - 江口拓也、平井祥恵（幼少期）
演 - 仲田博喜
身長180cm。体重68kg。5月4日生まれ。
20歳。芸能プロダクション・B-DASH所属の、超売れっ子俳優。10年前に一度だけ共演した泉水（の女装姿）に一目惚れ、紆余曲折を経て彼と付き合っている。聖湖からは目の敵にされ、渚からは気に入られている。
如月陣（きさらぎ じん）
声 - 子安武人（ドラマCD版）
敏腕（?）なドラマ監督であり、男女問わず役者に手を出すセクハラ男。（自称）手相と催眠術が得意。龍馬のことがお気に入り。
相楽玲（さがら れい）
声 - 平川大輔
演 - 和合真一
身長176cm。体重63kg。11月22日生まれ。
芸能プロダクション・セナプロの敏腕マネージャー。母子家庭で育った天涯孤独。冷静沈着でワーカホリックな反面、短気で不器用な眼鏡美人。実は男寄りの両刀。高校卒業直前の12月24日、聖夜に拾われて以来、彼を恩人として敬愛している。3歳下の聖湖とは恋人同士。
『BACK STAGE!!』では主役。
瀬名聖湖（せな しょうご）
声 - DAIGO / DAIGO・福西勝也（ボイスコミック版）
演 - DAIGO
身長185cm。体重73kg。4月8日生まれ。
泉水より7歳上の兄で、人気ロックバンド「CRUSHERZ（クラッシャーズ）」のヴォーカル。玲が大好きで、父親には嫉妬していた。天才肌。父親似で、弟を溺愛している。
モデルはDAIGOであり、CRUSHERZも「BREAKERZ」をもじっている。彼も『BACK STAGE!!』では主役。
瀬名聖夜（せな せいや）
声 - 置鮎龍太郎
身長185cm。体重79kg。12月24日生まれ。
聖湖と泉水の父親で、セナプロの社長。ミュージカル俳優出身の大物歌手。温厚な性格で、渚とはまさにおしどり夫婦。父親がアメリカ人で、母親が日本人のハーフ。
瀬名渚（せな なぎさ）
声 - 大原さやか
身長166cm。体重49kg。8月1日生まれ。
聖湖と泉水の母親で、モデル出身の大女優。外見は若々しいが、夫より年上。気分屋な性格。福岡県出身。
黒井高広（くろい たかひろ）
声 - 木村良平
演 - 湯本貴大
身長167cm。体重52kg。2月2日生まれ。
泉水の友人であり、漫画研究会に所属している大学生。早乙女先生のアシスタントも兼ねている。
外村光輔（そとむら こうすけ）
声 - 山本和臣
聖湖の専属マネージャーであり、玲に負けず劣らずの苦労人（?）。
篠架純（しの かすみ）
声 - 坂井恭子
龍馬のマネージャー。
竜崎虎次郎（りゅうざき こじろう）& 飛鷹天馬（ひだか てんま）
声 - 森久保祥太郎（虎次郎）、間島淳司（天馬）
B-DASHの社長と、その秘書。
ハル&リンペイ
声 - 河本啓佑（ハル）、水野貴雄（リンペイ）
2人ともCRUSHERZのギター担当かつ、聖湖の理解者。ハルは小柄な美人系（?）で、リンペイはグラサン男。モデルはAKIHIDEとSHINPEI。
早乙女雅（さおとめ みやび）
声 - 林勇
『魔法天使ララルル』の作者かつ、少女漫画家。黒井くんのことが好き。
金田紅夢（かねだ くりむ）、太山是音（ふとやま ぜのん）
声 - 河合みのる（金田）、後藤ヒロキ（太山）
2人とも漫画研究会所属の男子大学生。
ララルル&シャンティイ
声 - 積田かよ子（ララルル）、日野まり（シャンティイ）
『魔法少女ララルル』のヒロインと、そのマスコットキャラ。

## 書誌情報

### 漫画
- 影木栄貴×蔵王大志『LOVE STAGE!!』KADOKAWA 角川書店〈あすかコミックスCL-DX〉、全7巻
  1. 2011年5月27日発売[7]、ISBN 978-4-04-854636-2
  2. 2012年5月30日発売[8]、ISBN 978-4-04-120265-4
  3. 2013年5月30日発売[9]、ISBN 978-4-04-120723-9
  4. 2014年5月31日発売[10]、ISBN 978-4-04-121134-2
  5. 2014年12月1日発売[11]、ISBN 978-4-04-101729-6
    - オリジナルアニメDVD付き限定版 2014年11月22日発売[12]、ISBN 978-4-04-101730-2

  6. 2015年10月1日発売[13]、ISBN 978-4-04-103322-7
    - オリジナルドラマCD付き限定版 2015年10月1日発売[14]、ISBN 978-4-04-103323-4

  7. 2016年11月1日発売[15][16]、ISBN 978-4-04-104889-4
- 影木栄貴×蔵王大志『完全版 LOVE STAGE!!』KADOKAWA〈あすかコミックスCL-DX〉、全3巻
  1. 2020年10月1日発売[17]、ISBN 978-4-04-109944-5
    - 描き下ろし『あきらめちゃったの真相!?』収録。

  2. 2020年10月30日発売[18]、ISBN 978-4-04-109945-2
    - 描き下ろし『泉水＆龍馬の異世界転生!?』収録。

  3. 2020年12月1日発売[19]、ISBN 978-4-04-109946-9
    - 描き下ろし『永遠のプロポーズ。』収録。
- 影木栄貴×蔵王大志『BACK STAGE!!』KADOKAWA〈あすかコミックスCL-DX〉、全3巻
  1. 2021年7月1日発売[4][20]、ISBN 978-4-04-111489-6
  2. 2022年8月1日発売[21]、ISBN 978-4-04-112769-8
  3. 2023年09月29日発売[22]、ISBN 9784041141526

### 小説
- 天野かづき×影木栄貴×蔵王大志『BACK STAGE!!』KADOKAWA 角川書店〈角川ルビー文庫〉、全3巻
  1. 2011年5月31日発売[23]、ISBN 978-4-04-449423-0
  2. 2011年12月28日発売[24]、ISBN 978-4-04-100150-9
  3. 2013年6月1日発売[25]、ISBN 978-4-04-100866-9

## テレビアニメ
2014年7月より9月まで放送された。テレビアニメ化は同年1月30日に発表され、それと同時に公式サイトも開設された。
なおTVアニメとは別に、原作単行本第5巻特装版にOVAとなるDVDが収録されている。

### スタッフ
- 原作 - 影木栄貴×蔵王大志（KADOKAWA 角川書店『CIEL』連載）
- 製作 - 菊池剛、斎藤滋、太布尚弘、武智恒雄、熊谷宜和、阿部倫久、木場正博、岡田信之、高岸亮樹、松本嘉雄、佐々木武彦
- 監督 - カサヰケンイチ
- シリーズ構成 - 横手美智子
- キャラクターデザイン - 伊東葉子
- プロップデザイン - 松浦麻衣
- 美術監督 - 栫ヒロツグ
- 色彩設計 - 木村美保
- 撮影監督 - 黒澤豊
- 編集 - 坪根健太郎
- 音響監督 - 横田知加子
- 音楽 - 中西亮輔
- 音楽制作 - ランティス
- 音楽プロデューサー - 伊藤善之、吉江輝成
- 企画・エグゼクティブプロデューサー - 安田猛
- プロデューサー - 松木あい、小倉理絵、松倉友二
- アニメーション制作プロデューサー - 藤代敦士
- アニメーション制作 - J.C.STAFF
- 製作 - 「LOVESTAGE!!」製作委員会

### 主題歌
オープニングテーマ「LΦVEST」
作詞 - 勇-YOU- / 作曲・編曲 - 太田雅友 / 歌 - SCREEN mode
エンディングテーマ「CLICK YOUR HEART!!」
作詞 - こだまさおり / 作曲 - 太田雅友 / 編曲 - EFFY / 歌 - 山本和臣

### キャラクターソング
- 『LOVE STAGE!!』キャラクターソングCD第1巻[27]
- 『LOVE STAGE!!』キャラクターソングCD第2巻[28]

### 各話リスト
| 話数   | サブタイトル              | 脚本       | 絵コンテ       | 演出       | 作画監督                                       | 総作画監督 | エンドカード キャラクター                   |
| ------ | ------------------------- | ---------- | -------------- | ---------- | ---------------------------------------------- | ---------- | ------------------------------------------- |
| 第1話  | ユメヘノトビラ            | 横手美智子 | カサヰケンイチ | 佐藤光     | 伊東葉子                                       | 伊東葉子   | 佐藤緩奈                                    |
| 第2話  | キミニアエタカラ          | 横手美智子 | カサヰケンイチ | かおり     | 都築裕佳子 松浦麻衣                            | 松浦麻衣   | 外村光輔                                    |
| 第3話  | ユメナラヨカッタノニ      | 横手美智子 | 篁蒼氓         | 山崎隆     | 中山由美                                       | 伊東葉子   | 黒井高広                                    |
| 第4話  | デモスキナンダ            | 横手美智子 | 高田耕一       | 上野史博   | 阿部弘樹、水谷有吾 津熊健徳                    | 伊東葉子   | 篠架純                                      |
| 第5話  | チョットダケナラ          | 横手美智子 | 中野英明       | 中野英明   | 櫻井司、香田智樹 能海知佳                      | 羽田浩二   | 市原あい                                    |
| 第6話  | ナンノシレンデスカ        | 横手美智子 | 高田耕一       | 梶井瀬賀   | 小森篤、河野眞也 佐藤敏明                      | 伊東葉子   | ララルル、ガガルル ビスキュイ、シャンティイ |
| 第7話  | コレッテモシカシテ        | 横手美智子 | サトウ光敏     | サトウ光敏 | 河野眞也、都築裕佳子 小林典昭                  | 伊東葉子   | ハル、リンペイ                              |
| 第8話  | Φ（ラブ）STAGE 男達の流儀 | 國澤真理子 | 佐藤光         | 佐藤光     | 中山由美                                       | 松浦麻衣   | 竜崎虎次郎、飛鳥天馬                        |
| 第9話  | ドッチガタダシイノ        | 國澤真理子 | 高田耕一       | 鈴木洋平   | 松岡謙司、石井かおり 櫻井司、郷津春奈 能海知佳 | 伊東葉子   | 金田紅夢、太山是音                          |
| 第10話 | スキジャタリナイ          | 横手美智子 | カサヰケンイチ | 福島利規   | 松浦麻衣、河野眞也 都築裕佳子                  | 伊東葉子   | 瀬名泉水、一条龍馬 相楽玲、瀬名聖湖         |
| OVA    | チョットジャナクッテ      | 横手美智子 | 篁蒼氓         | 山崎隆     | 佐藤敏明、香田智樹 松岡謙司、中山由美          | 伊東葉子   |                                             |

### 放送局
| 放送地域 | 放送局        | 放送期間                | 放送日時                     | 放送系列       | 備考                |
| -------- | ------------- | ----------------------- | ---------------------------- | -------------- | ------------------- |
| 東京都   | TOKYO MX      | 2014年7月10日 - 9月12日 | 木曜 1:05 - 1:35（水曜深夜） | 独立局         |                     |
| 兵庫県   | サンテレビ    | 2014年7月10日 - 9月12日 | 木曜 1:30 - 2:00（水曜深夜） | 独立局         |                     |
| 日本全域 | BS11          | 2014年7月11日 - 9月13日 | 金曜 3:00 - 3:30（木曜深夜） | BS放送         | 『ANIME+』枠        |
| 三重県   | 三重テレビ    | 2014年7月12日 - 9月14日 | 土曜 1:50 - 2:20（金曜深夜） | 独立局         |                     |
| 埼玉県   | テレ玉        | 2014年7月14日 - 9月15日 | 月曜 0:30 - 1:00（日曜深夜） | 独立局         |                     |
| 千葉県   | チバテレ      | 2014年7月14日 - 9月15日 | 月曜 0:30 - 1:00（日曜深夜） | 独立局         |                     |
| 神奈川県 | tvk           | 2014年7月14日 - 9月15日 | 月曜 0:30 - 1:00（日曜深夜） | 独立局         |                     |
| 岐阜県   | 岐阜放送      | 2014年7月16日 - 9月17日 | 水曜 1:00 - 1:30（火曜深夜） | 独立局         |                     |
| 福岡県   | TVQ九州放送   | 2014年7月16日 - 9月17日 | 水曜 3:05 - 3:35（火曜深夜） | テレビ東京系列 |                     |
| 日本全域 | dアニメストア | 2014年7月17日 - 9月18日 | 木曜 12:00 更新              | ネット配信     | 製作委員会参加      |
| 日本全域 | GYAO!         | 2014年7月17日 - 9月18日 | 木曜 12:00 更新              | ネット配信     | 最新話1週間無料配信 |

### BD / DVD
| 巻 | 発売日         | 収録話         | 規格品番  | 規格品番   |
| 巻 | 発売日         | 収録話         | BD限定版  | DVD限定版  |
| -- | -------------- | -------------- | --------- | ---------- |
| 1  | 2014年9月26日  | 第1話 - 第2話  | KAXA-7141 | KABA-10280 |
| 2  | 2014年10月31日 | 第3話 - 第4話  | KAXA-7142 | KABA-10281 |
| 3  | 2014年11月28日 | 第5話 - 第6話  | KAXA-7143 | KABA-10282 |
| 4  | 2014年12月26日 | 第7話 - 第8話  | KAXA-7144 | KABA-10283 |
| 5  | 2015年1月30日  | 第9話 - 第10話 | KAXA-7145 | KABA-10284 |

## 実写映画
2019年7月26日配信の「CIEL」9月号で実写映画化が発表された。発表された同号では最終回以来2年ぶりに本作が表紙を飾ったほか、第1話が再収録された。監督は井上博貴で、原作の影木栄貴が本作の脚本を担当する。
主に2.5次元舞台で活躍する杉山真宏、仲田博喜、和合真一らが起用され、杉山と仲田のダブル主演。また、テレビアニメ版で瀬名聖湖役の声を担当したDAIGOが本作にも同役で特別出演し、DAIGOがボーカルを務めているロックバンド・BREAKERZが主題歌を担当する。
2020年6月5日に公開を予定していたが、2019新型コロナウイルスの感染拡大防止の観点から公開が延期され、同年10月2日からの公開となった。

### キャスト（実写映画）
- 瀬名泉水 - 杉山真宏（JBアナザーズ）
- 一条龍馬 - 仲田博喜
- 相楽玲 - 和合真一
- 瀬名聖湖 - DAIGO（BREAKERZ）（特別出演）
- 黒井高広 - 湯本貴大
- 東野瑞希
- 瀬名泉水〈幼少期〉 - 笹木祐良
- 吉村龍希
- 若尾桂子
- 水野博章
- サトウヒカル
- 大辻賢吾
- 坂城君

### スタッフ
- 監督・編集：井上博貴
- 脚本：影木栄貴
- 原作：影木栄貴×蔵王大志「LOVE STAGE!!」 雑誌「CIEL」（KADOKAWA刊）
- 主題歌：BREAKERZ「LOVE STAGE」（作詞：DAIGO、SHINPEI、作曲：SHINPEI、編曲：BREAKERZ（ZAIN RECORDS））
- 企画：岡本伸一郎、杉浦理史（PTA Inc.）
- プロデューサー：渡邉直哉、成瀬有征、長田安正
- アシスタントプロデューサー：柳井宏輝
- 撮影：亀井耶馬人
- 照明：小川満
- 録音：植田中
- 助監督：河野宗彦
- ヘアメイク：山田季紗
- 衣装：山川恵未
- 音楽：中西ゆういちろう
- メイキング：水野博章
- スチール：結城さやか
- 製作：映画「LOVE STAGE!!」製作委員会（PTA Inc.、パロマプロモーション、オフィスインベーダー、ユナイテッドエンタテインメント）
- 制作プロダクション：パロマプロモーション
- 宣伝・配給：ユナイテッドエンタテインメント

## テレビドラマ
タイで実写ドラマ化された。日本では2022年9月12日より放送開始。全10話。

## ドラマCD
- ドラマCD「SUMMER STAGE!!」2014年8月27日発売[35]
- 単行本第6巻特装版にオリジナルドラマCDが収録されている[36]。

## ボイスコミック
『BACK STAGE!!』のボイスコミックが、2024年10月13日からカドカワストア.TVのCIELフルール BLボイスコミックとして発売。全8話を収録。YouTubeのCIELフルールチャンネルでは一部のシーンをカットして配信が行われている。
テレビアニメ版のキャストが再起用されているが、聖湖役はDAIGOと福西勝也のダブルキャストとなっている。